# تفاعل باربييه
تفاعل باربييه هو تفاعل عضوي فلزي بين هاليد الألكيل ومجموعة كربونيل وفلز، ويكون ناتج التفاعل كحول أولي أو ثانوي أو ثالثي.
ينسب هذا التفاعل إلى فيليب باربييه، أستاذ فيكتور غرينيار. وهناك شبه كبير مع تفاعل غرينيار، ولكن الفرق الرئيسي أن هذا التفاعل يحضر في الموقع، في حين أن كواشف تفاعل غرينيار تحضر بشكل منفصل قبل إضافة مجموعة الكربونيل.
هناك عدد من الفلزات التي يمكن استخدمها لإجراء هذا التفاعل، من ضمنها المغنيسيوم والألومنيوم والزنك والإنديوم والساماريوم والقصدير والباريوم.